# Sciapus latilamellatus
Sciapus latilamellatus är en tvåvingeart som beskrevs av Octave Parent 1934. Sciapus latilamellatus ingår i släktet Sciapus och familjen styltflugor. Inga underarter finns listade i Catalogue of Life.